# رود آوون
رود آوون رودی است به کانال مانش می‌ریزد. این رود از کشور بریتانیا می‌گذرد. طول آن ۴۱ کیلومتر (۲۵ مایل) است.